# Szemejszkiek
A szemejszkiek (óparoszlávok, óhitűek) a 18. századba Lengyelország felosztásakor az Orosz Birodalom hatóságai által a Bajkálontúlra száműzött népcsoport. A megközelítőleg 200 000 fős, dél-orosz dialektusban beszélő lakosság a mai napig ősi ortodox rítusok és tanítások szerint éli mindennapi életét, megőrizve eredeti népi hagyományaikat, évszázados szóbeli tradícióikat és vokális zenéjüket.  A szemejszkiek kulturális környezetének néprajzi értékeit, és szóbeli kultúrájukat a UNESCO 2001-ben az emberiség szellemi kulturális örökségének részévé tette.

## Történetük
Lengyelország orosz megszállása idején kerültek a szemejszkiek deportálásra Szibéria Bajkálon-túli területére a ma Belorusszia területén található Vetka városából és környékéről. A kitelepítés 1735-ben kezdődött az utolsó transzportokra 1795-ben került sor. Az áttelepítés családostól történt, innen kapták nevüket megkülönböztetésként (семейские – oroszul: családosak) az egyedül érkezett politikai számtüzetektől. A családokat csoportosan telepítették le a mai Burjátföld Bicsurai, Muhorsibiri, Tarbagataji, Horinszki, Zaigrajevói, Szelengai és Kizsingai járásában. Mind a mai napig jellemző a szemejszkieknél nagy patriarchális családok. Sok a gyerek, és még napjainkban is gyakran 4 nemzedék is együtt lakik.
A Lengyelországból áttelepített családok korábbi lakóhelyükről magos szintű mezőgazdasági kultúrát hoztak magukkal és családi gazdaságok keretében Európában honos növények termesztésébe kezdtek (rozs, búza, árpa, zab, burgonya, kender). Folytatták a zöldségtermesztést is. A 19. században a Bajkálon túli területek legfontosabb mezőgazdasági, élelmiszer ipari központjává vált a terület. Az 1780-tól évente kétszer megrendezett Verhnyeudinszki vásár Szibéria és a határos kínai területek legfontosabb vására volt a 19. században. A vásárt január végén február elején rendezték, idejét a Bajkál-tó jegének beállta határozta meg, az áruszállítás a befagyott tavon egyszerűbb és olcsóbb volt.

## Vallás
A szemejszkiek egyikét alkotják azon óparoszláv irányzatoknak, akik nem fogadták el Nikón pátriárka reformjait. Miután korábbi papjaik meghaltak a 17. századtól papok nélküli egyházuk van. Egyházi szertartásikat az Írást ismerő elöljárók (orosz: Уставщик  görög: τυπικάρης)  vezetik. 1930 és 1940 között több mint 80 templomukat bezárták és lerombolták. A maradék pár megmaradt templomot és imaházat az 1960-as években rombolták le. A Szovjetunió megszűnésekor egyetlen templomuk maradt a Muhorsibiri járásban. Szigorúan betartják a vallás által előírt böjti napokat és az alkohol fogyasztás és dohányzás mint általában az óhitűeknél szigorúan tilos. 

## Népművészet
Ruházatuk megőrzött sok eredeti lengyel, belorusz és ukrán népművészeti motívumot, de a helyi őslakosság öltözködési kultúrája is jelentős hatással volt rá.
Úgy az egyházi, mint a köznapi zenében jellegzetes dalaik polifonikus disszonanciája.  Az instrumentális zene a szemejszkieknél ritka, a népzenei hagyományokat együttesek és kórusok őrzik. Zenei hagyományaikat már a 19. század végén is leírták gyűjtötték. Minden óparoszláv községben található népdalkör, és népzenei vagy néptánc együttes.
A szemejszki kultúra tárgyi emlékeit két néprajzi múzeum őrzi:
- Az Óparoszláv Kultúra Múzeuma Tarbagatajban, Tarbagataji járás
- Bajkálontúl Népeinek Néprajzi Múzeuma, Ulan-Ude